# Don Cockell
Don Cockell (* 22. September 1928 in Battersea, England; † 1983) war ein britischer Boxer. Er war Europameister der Berufsboxer im Halbschwergewicht.

## Werdegang
Amateurlaufbahn
Don Cockell absolvierte nur eine kurze Amateurzeit beim ABC Earsfield, England. Größere Erfolge erzielte er in dieser Zeit nicht.
Profilaufbahn
Bereits mit 18 Jahren trat Don Cockell zu den Profis über und unterschrieb bei Manager John Simpsson einen Vertrag. Seinen ersten Kampf bestritt er am 7. Oktober 1946 in High Wycombe, Buckinghamshire, gegen Jimmy Sales im Mittelgewicht. Bereits in seinem zweiten Kampf musste er gegen Jock Taylor in Watford, Hertfordshire, eine Punktniederlage einstecken und verlor gegen denselben Gegner am 6. Januar 1947 in High Wycomb sogar durch K. o. in der fünften Runde. Er überwand diese frühen Rückschläge schnell und bestritt in den nächsten zwei Jahren viele erfolgreiche Aufbaukämpfe. Am 18. Mai 1948 trat er, inzwischen in das Halbschwergewicht hineingewachsen, gegen den aufstrebenden Johnny Williams in einem wichtigen Kampf an, den er nach Punkten gewann. Nach diesem Sieg wurde die englische Boxöffentlichkeit erstmals so richtig auf Don Cockell aufmerksam. Am 27. Juli 1948 verlor er in Birmingham die Revanche gegen Johnny Williams, weil er wegen einer Augenbrauenverletzung in der zweiten Runde aufgeben musste.
Seinen ersten Sieg gegen einen ausländischen Boxer errang Don Cockell am 13. Februar 1950 gegen den allerdings nicht zur ersten europäischen Garnitur zählenden Belgier Georges Rogiers, den er in acht Runden sicher auspunktete. Wichtiger war sein Sieg über Lloyd Barnett am 14. März 1950 in der Royal Albert Hall in London. Mit diesem Sieg erkämpfte er sich das Recht, um die englische Halbschwergewichtsmeisterschaft kämpfen zu dürfen. Am 17. Oktober 1950 gewann er diesen Titel in London gegen Mark Hart, den er in der 14. Runde k. o. schlug.
Anschließend kämpfte Don Cockell am 14. November 1950 und am 27. Februar 1951 zweimal nacheinander gegen Lloyd Marshall. Den ersten Kampf gewann er, weil Marshall wegen eines Tiefschlags disqualifiziert werden musste. Auch in der daraufhin angesetzten Revanche siegte Don Cockell, dieses Mal schon durch K. o. in der ersten Runde. Am 27. März 1953 kämpfte Don Cockell in London gegen den Franzosen Albert Yvel um die Europameisterschaft im Halbschwergewicht. Er war in diesem Kampf hochüberlegen und feierte einen technischen K.-o.-Sieg in der 6. Runde über Yvel. Er war damit Europameister im Halbschwergewicht.
Am 16. Oktober 1951 verteidigte Don Cockell in London seine beiden Titel, Europameister und britischer Meister im Halbschwergewicht, gegen Albert Finch und gewann durch K. o. in der siebten Runde. In seinem nächsten Kampf gegen den gefährlichen US-Amerikaner Jimmy Slade am 4. Dezember 1951 in London musste Don Cockell eine schwere Niederlage einstecken. Slade hatte Cockell in den ersten vier Runden dieses Kampfes insgesamt fünfmal zu Boden geschickt, ehe der Ringrichter den verteidigungsunfähigen Don Cockell aus dem Ring nahm.
Nach einer längeren Pause verteidigte Don Cockell dann am 10. Juni 1952 in London seinen britischen Halbschwergewichtstitel gegen Ex-Weltmeister Randy Turpin. Gleichzeitig ging dieser Kampf um den British Empire Title im Halbschwergewicht. Don Cockell war in diesem Kampf gegen Randy Turpin insgesamt dreimal am Boden und wurde von Ringrichter Tommy Little in der 11. Runde aus dem Kampf genommen. Da Don Cockell den Europameistertitel schon vorher kampflos niedergelegt hatte, war er ab diesem Zeitpunkt ohne Titel.
Don Cockell wechselte nach diesem Kampf wegen seiner ständigen Gewichtsprobleme in das Schwergewicht. Er steigerte dabei sein Kampfgewicht innerhalb weniger Monate von ca. 79 kg auf ca. 92 kg. Durch einen K.-o.-Sieg über den walisischen Altmeister Tommy Farr am 9. März 1953 in Nottingham erkämpfte sich Don Cockell das Herausforderungsrecht für einen Kampf um die britische Schwergewichtsmeisterschaft. Dieser Kampf fand dann am 12. Mai 1953 gegen den Titelträger Johnny Williams in London statt. Don Cockell zeigte seine Stärke als Schwergewichtler und gewann diesen Kampf über 15 Runden nach Punkten. Er war damit wieder britischer Meister und British Empire Champion, allerdings im Schwergewicht.
Don Cockell und sein Manager John Simpsson strebten nunmehr einen Kampf um die Weltmeisterschaft gegen den US-Amerikaner Rocky Marciano an. Er erreichte dieses Ziel auch durch Siege über die US-amerikanischen Weltranglistenboxer Roland La Starza am 30. März 1954 in London und Harry (Kid) Matthews, den er am 1. Juni 1954 in London und am 31. Juli 1954 in Seattle, Washington, gleich zweimal hintereinander auspunktete.
Am 16. Mai 1955 fand dann im vollbesetzten Kezar Stadium in San Francisco, Kalifornien, der  Kampf um die Weltmeister-Krone im Schwergewicht statt. Don Cockell zeigte sich, für alle Boxexperten überraschend, dem ungeschlagenen Weltmeister Rocky Marciano in den ersten sechs Runden dieses Kampfes ebenbürtig, ehe sich ab der siebten Runde die stärkere Physis von Marciano durchsetzte. Nach 54 Sekunden der 9. Runde kam dann das Aus für Don Cockell, als er von Ringrichter Frankie Brown wegen seiner Verteidigungsunfähigkeit aus dem Ring genommen werden musste.
Don Cockell strebte danach einen schnellen Rückkampf gegen Marciano an und kämpfte am 13. September 1955 gegen den Kubaner Niño Valdés um das Herausforderungsrecht. Niño Valdés, eine Riese von 1,90 m Größe, war für Cockell aber zu stark. Don Cockell musste bereits in der dritten Runde aus dem Kampf genommen werden.
Seinen letzten Kampf bestritt Don Cockell am 24. April 1956 in London gegen den Kitione Lave aus Tonga. Er verlor dieses Duell durch K. o. in der zweiten Runde und trat daraufhin vom Boxen zurück.
Meisterschaftskämpfe von Don Cockell
- 17. Oktober 1950, K.-o.-Sieger in der 14. Runde über Mark Hart im Kampf um die britische Halbschwergewichtsmeisterschaft,
- 27. März 1951, Punktsieger über Albert Yvel, Frankreich, im Kampf um die Europameisterschaft im Halbschwergewicht,
- 16. Oktober 1951, K.-o.-Sieger in der 7. Runde über Albert Finch im Kampf um die Europameisterschaft und die britische Meisterschaft im Halbschwergewicht,
- 10. Juni 1952, K.-o.-Niederlage in der 11. Runde gegen Randy Turpin im Kampf um die britische Meisterschaft und um die British Empire Championship im Halbschwergewicht,
- 12. Mai 1953, Punktsieg über Johnny Williams im Kampf um britische Meisterschaft und um die British Empire Championship im Schwergewicht,
- 16. Mai 1955, K.-o.-Niederlage gegen Rocky Marciano, USA, im Kampf um die Weltmeisterschaft im Schwergewicht